# ミサノ・ワールド・サーキット・マルコ・シモンチェリ
ミサノ・ワールド・サーキット・マルコ・シモンチェリ（英: Misano World Circuit Marco Simoncelli）は、イタリア共和国エミリア＝ロマーニャ州のミザーノ・アドリアーティコ（ミザノ、ミサノとも）にあるサーキット。サンタモニカ・サーキットとも呼ばれる。
ロードレース世界選手権（MotoGP）の一戦であるサンマリノ&リビエラ・ディ・リミニグランプリ（サンマリノGP）を開催している。

## 特徴

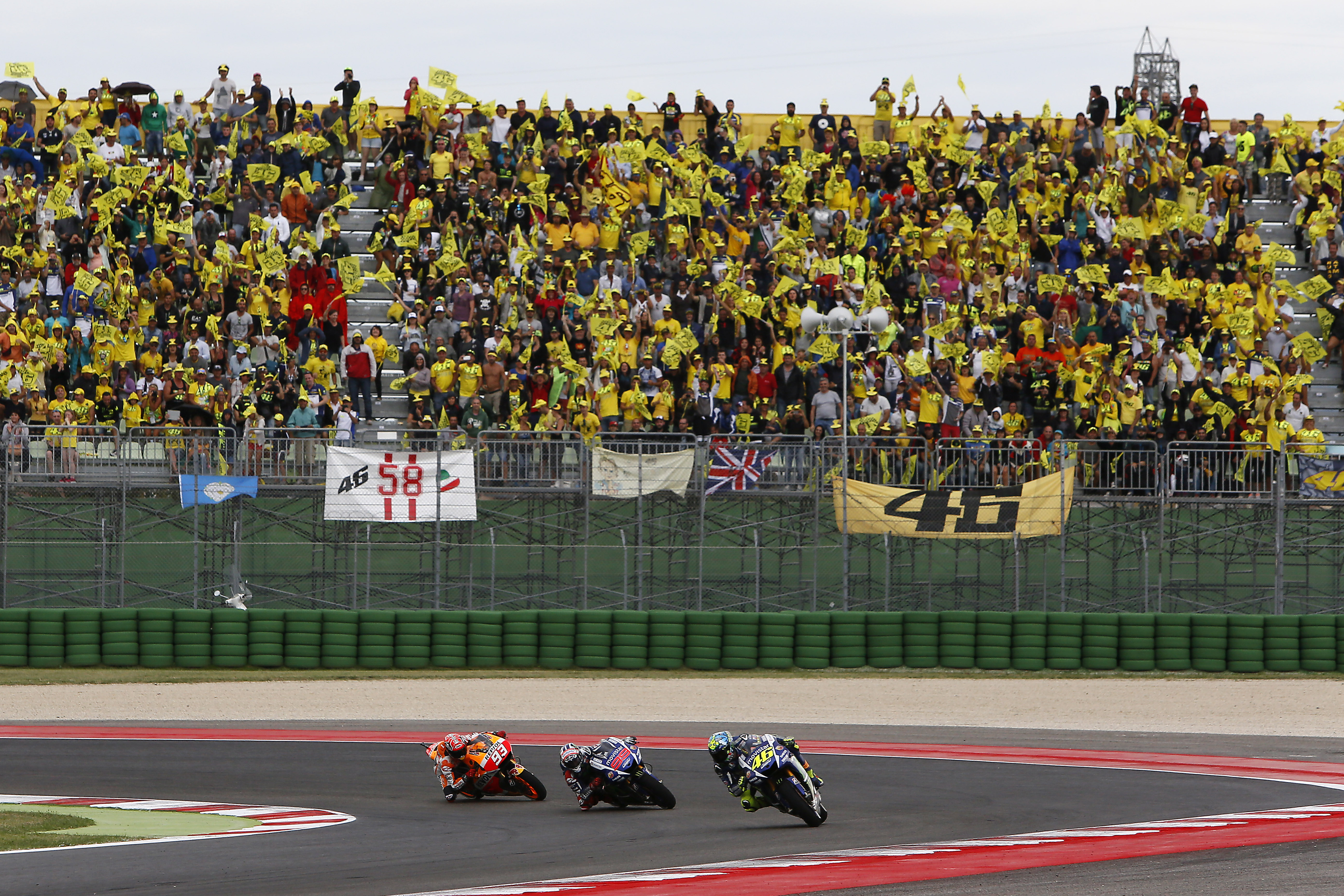
1. 46.ロッシを応援する観客席（2015年サンマリノGP）

イタリア北東部、アドリア海沿岸のビーチリゾートで有名なリミニ近郊にある。ストレートは短く、中低速コーナーが多く、アベレージスピードの低いテクニカルコース。地形はフラットで海岸から近いため、海風の影響を受けやすい。
路面の悪さが問題になることがある。1989年のイタリアGP500ccクラスではウェットコンディションを危険とみた有力ライダーがレースをボイコットし、地元ライダーのピエール・フランチェスコ・キリが初優勝した。
ターン10からターン14まで5連続で右ターンが続くため、タイヤの左サイドが冷えやすい。ターン15が高速の左ターンのため、ここで冷え切ったタイヤがグリップしてくれなくて転倒というのが、左右非対称タイヤを採用しているMotoGPですら頻発する。
2006年までは Circuito Internazionale Santamonica（チルクーイト・インテルナツィオナーレ・サンタモニカ）という名称であった。2006年に英語名称の Misano World Circuit を正式名称とする。2012年に現在の名称に改称。マルコ・シモンチェリ（1987年 - 2011年）は、地元リミニ県出身（カットーリカ生まれ、コリアーノ育ち）のレーサーで、2011年にマレーシアGPで事故死した。改称は彼を記念するためのものである。
バレンティーノ・ロッシが生まれ育ったウルビーノから10 kmほどの距離にあり、サンマリノGPが行われるレースウィークはロッシのイメージカラーの黄色をまとったファンによって観客席が黄色に染まる。

## 歴史
サーキットは1969年に設計された。1970年から1972年にかけて建設され、同年開業した。初期の距離は 3.488 km (2.167 miles) であり、小さなオープンピットエリアを備えたのみであった。1980年以降イタリアGP（ネイションズGP）とサンマリノグランプリの舞台として使用された。
1993年に初めての改修が行われ、距離は 4.060 km (2.523 miles) まで延長された。この改修により新しいロングコースと古いショートコースが使用できるようになり、新たな施設およびピットガレージが建設された。1993年のイタリアグランプリではディフェンディングチャンピオンのウェイン・レイニーが転倒して背骨を骨折、そのキャリアを終えることとなった。1994年以降はロードレース世界選手権のカレンダーから外れたが、スーパーバイク世界選手権 (SBK) の開催地として親しまれてきた。
1996年から2001年にかけてピットおよびスタンドが増設され、全ての施設がさらに改良された。2004年にサーキットへのアクセス道が新設されたが、2003年に事故死した加藤大治郎を追悼して、「加藤大治郎通り」(Viale Daijiro Kato) の名が付けられている。
2006年には再びロードレース世界選手権を開催するために大規模な改修が行われた。サーキットの周回方向はそれまでとは逆の時計回りへと変更された。距離は4.180 km (2.597 miles) まで延長され、幅も14m (46 ft) まで拡張された。付帯施設も改良され、全ての安全策が適用された。最初のMotoGPが開催されたのは2007年であり、同サーキットをホームとするドゥカティのケーシー・ストーナーが優勝した。
2010年、Moto2のレースにおいてマシンのコントロールを失った富沢祥也が後続のスコット・レディングおよびアレックス・デ・アンジェリスに轢かれ死亡した。この事故はウェイン・レイニーの事故以来17年ぶりの惨事となった。
2011年11月3日、サーキットのオーナーは前週に事故死したイタリア人ライダーのマルコ・シモンチェリに因んでサーキットを改称すると発表した。シモンチェリはサーキットに近いカットーリカで生まれ、幼年期はコリアーノに暮らしていた。サーキットの名称は2012年6月8日に開催されたスーパーバイク世界選手権で確認された。

1992年までのコースレイアウト（左回り）
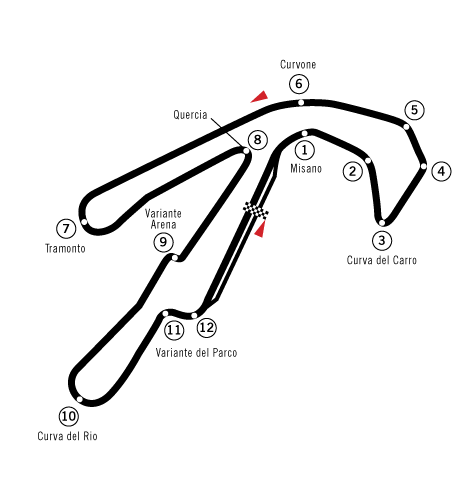
1993 - 2006年までのコースレイアウト（左回り）
2007年のコースレイアウト（右回り）

## 参照
1. ↑  MotoGPコラム：4輪以上に危険が伴う2輪レース。過去に例のない決勝中止に至った経緯 autosport web（2018年9月6日）
2. ↑  “ミサノに加藤大治郎通りが誕生”.   motogp.com (2004年5月8日). 2014年7月24日閲覧。
3. ↑  “Tomizawa killed in Moto2 accident”.   autosport.com (2010年9月5日). 2010年9月7日閲覧。
4. ↑  “Misano circuit to be renamed after Marco Simoncelli”.   BBC. 2011年11月6日時点のオリジナルよりアーカイブ。2011年11月6日閲覧。
5. ↑  “Subito al lavoro per legare il nome di Marco Simoncelli a Misano World Circuit” [Already working on tying the name of Marco Simoncelli to Misano World Circuit] (Italian).   Misano World Circuit (2011年11月3日). 2011年11月9日閲覧。
6. ↑  “Marco Simoncelli: Career Achievements”. MotoGP.com.  Dorna Sports (2011年10月28日). 2012年5月14日時点のオリジナルよりアーカイブ。2011年11月9日閲覧。
7. ↑  “Accendere la moto e andare è stata la lezione di Marco Simoncelli” [Start up the bike and go was the lesson of Marco Simoncelli] (Italian).   L'Occidentale (2011年10月23日). 2011年10月25日時点のオリジナルよりアーカイブ。2011年11月9日閲覧。
8. ↑  “Quel clone di Valentino con la faccia da cabaret nascosta in un cespuglio” [That clone of Valentino with the face of cabaret hidden in a bush] (Italian).   Il Giornale (2011年10月24日). 2011年11月9日閲覧。
9. ↑  “Misano circuit is renamed after Marco Simoncelli”.   BBC (2012年6月11日). 2012年6月12日閲覧。